# (7908) Zwingli
(7908) Zwingli ist ein im inneren Hauptgürtel gelegener Asteroid, der am 26. März 1971 von dem niederländischen Astronomenehepaar Cornelis Johannes van Houten und Ingrid van Houten-Groeneveld entdeckt wurde. Die Entdeckung geschah im Rahmen der Ersten Trojanerdurchmusterung, bei der von Tom Gehrels mit dem 120-cm-Oschin-Schmidt-Teleskop des Palomar-Observatoriums (IAU-Code 675) aufgenommene Feldplatten an der Universität Leiden durchmustert wurden. 
Der Asteroid wurde am 8. Dezember 1998 nach dem Schweizer Theologen, und Reformator Huldrych Zwingli (1484–1531) benannt, der die Bibel zwischen 1524 und 1529 in die eidgenössische Kanzleisprache übersetzte und die Grundlage der reformierten Kirche schuf.